# Georg Howitz
Johan Christian Georg Howitz (født 19. oktober 1821 på Bremersvold ved Rødby, død 8. oktober 1900 i København) var en dansk gastekniker, bror til Frantz Howitz. 
Howitz blev student fra Vordingborg 1840, tog filosofikum 1841 og blev cand. polyt. 1846. Han anlagde for Københavns Kommune det første gasværk i København (Vestre Gasværk) og blev 1857 dets første bestyrer. Han indførte 1859 anvendelsen af myremalm som middel til rensning af gas (tidligere anvendtes kalk, men det var fem gange så dyrt). Han var teknisk leder ved bygningen af en stor mængde af de første gasværker og af nogle vandværker i Danmark og i Skåne; tillige fandt han kryolittens anvendelse til soda, forbedrede kvaliteten af cement og kaolin med mere. Han var også virksom ved oprettelsen af arbejderboliger (Tagensvej), syge- og alderdomsunderstøttelsesforeninger og tog del i forskellige industrielle virksomheder. Howitz var, efter 1891 at have taget sin afsked som gasværksbestyrer, ivrig optaget af teosofiske studier og indtil 1898 ordfører i en af ham selv oprettet teosofisk loge. 1891 blev han etatsråd.
Han er begravet på Assistens Kirkegård.